# Uwe Wegmann
Uwe Wegmann (né le 14 janvier 1964 à Fischen im Allgäu en RFA) est un ancien joueur et désormais entraîneur de football allemand.

## Palmarès
- DFB-Pokal : 1995–96
- Meilleur buteur de la 2. Fußball-Bundesliga : 1993–94 (22 buts).